# Liste der türkischen Botschafter in Tschechien

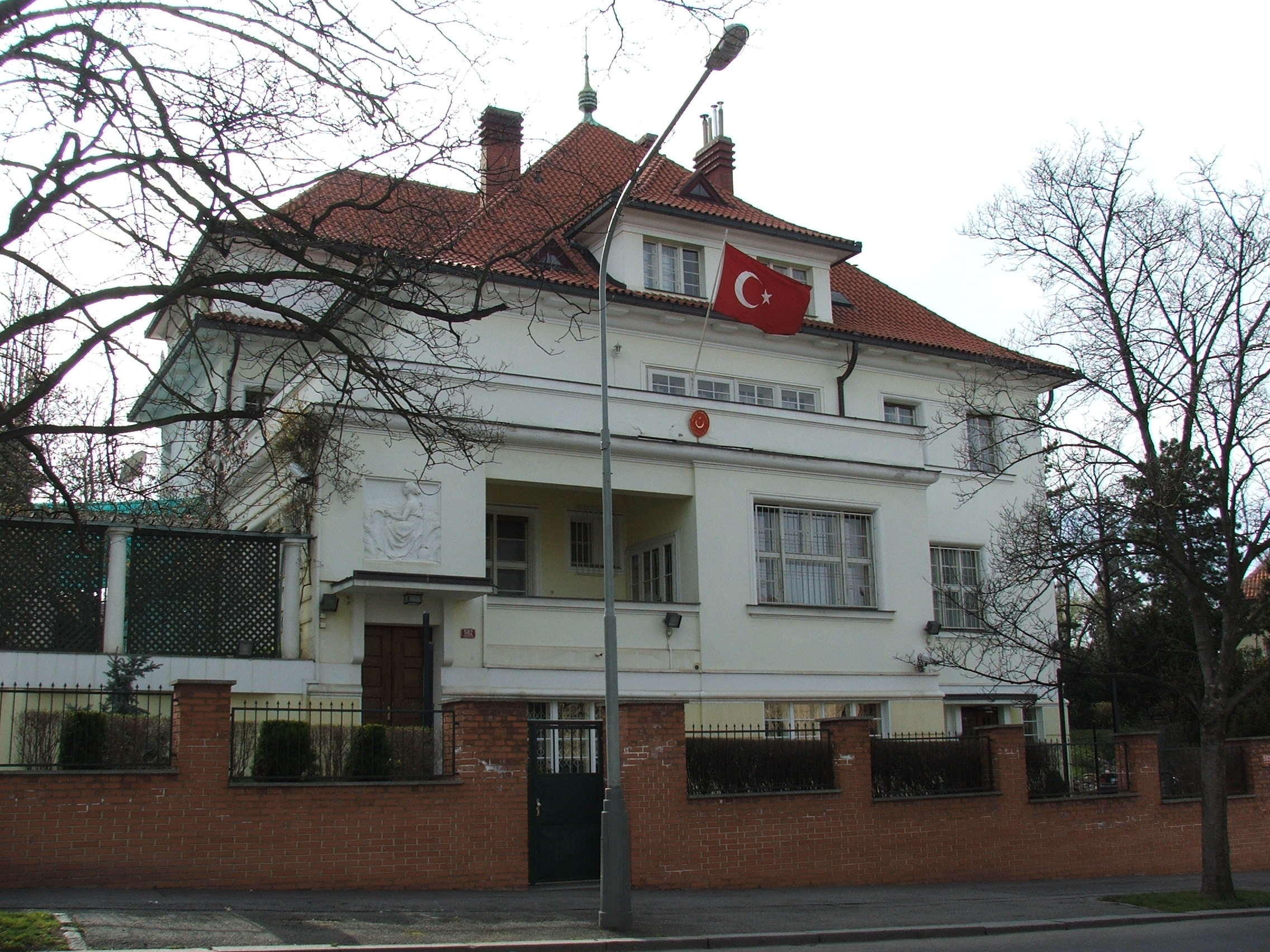
Türkische Botschaft in Prag.

Liste der türkischen Botschafter in Tschechien.

## Missionschefs
| Ernennung Akkreditierung | Botschafter               | Bemerkung | Ministerpräsident der Türkei | Präsident von Tschechien | Posten verlassen |
| ------------------------ | ------------------------- | --------- | ---------------------------- | ------------------------ | ---------------- |
| 10. Jan. 1928            | Ahmed Cevad Bey           |           | Ali Fethi Bey                | Tomáš Garrigue Masaryk   | 3. Juli 1929     |
| 8. Juni 1929             | Mahmud Cevad Bey          |           | Ali Fethi Bey                | Tomáš Garrigue Masaryk   | 11. Okt. 1931    |
| 19. Jan. 1931            | Celal Osman Bey           |           | Ali Fethi Bey                | Tomáš Garrigue Masaryk   | 20. Juni 1931    |
| 28. Juni 1931            | Süleyman Şevket Demirman  |           | Ali Fethi Bey                | Tomáš Garrigue Masaryk   | 3. Aug. 1931     |
| 15. Nov. 1931            | Vedad Bey                 |           | Ali Fethi Bey                | Tomáš Garrigue Masaryk   |                  |
| 11. Jan. 1932            | Şevkati Nuri Bey          |           | Ali Fethi Bey                | Tomáš Garrigue Masaryk   | 15. Aug. 1933    |
| 16. Aug. 1933            | Hasan Vasfi Menteş        |           | Ali Fethi Bey                | Tomáš Garrigue Masaryk   | 16. Feb. 1936    |
| 17. Feb. 1936            | Yakup Kadri Karaosmanoğlu |           | Ali Fethi Bey                | Edvard Beneš             | 16. Sep. 1939    |
| 12. Feb. 1946            | Faik Hüseyin Hozar        |           | Recep Peker                  | Edvard Beneš             | 28. Jan. 1948    |
| 29. Juni 1950            | Selahaddin R. Arbel       |           | Adnan Menderes               | Klement Gottwald         | 14. Nov. 1952    |
| 6. Dez. 1953             | Nedim Veysel İlkin        |           | Adnan Menderes               | Antonín Zápotocký        | 4. März 1957     |
| 31. Mai 1957             | Şakir Emin Bengütaş       |           | Adnan Menderes               | Antonín Novotný          | 23. März 1960    |
| 14. Mai 1960             | Reşad Erhan               |           | Cemal Gürsel                 | Antonín Novotný          | 12. Sep. 1962    |
| 6. Nov. 1962             | Cemil Vafi                |           | İsmet İnönü                  | Antonín Novotný          | 24. Apr. 1963    |
| 24. Apr. 1963            | Cemil Vafi                |           | İsmet İnönü                  | Antonín Novotný          | 22. Sep. 1964    |
| 30. Sep. 1964            | İsmail Erez               |           | İsmet İnönü                  | Antonín Novotný          | 17. Nov. 1967    |
| 28. Dez. 1967            | Şahin Uzgören             |           | Suad Hayri Ürgüplü           | Antonín Novotný          | 17. Nov. 1970    |
| 28. Nov. 1970            | Haluk Kura                |           | Suad Hayri Ürgüplü           | Ludvík Svoboda           | 30. Jan. 1974    |
| 7. Feb. 1974             | A. Melih Akbil            |           | Mustafa Bülent Ecevit        | Ludvík Svoboda           | 12. Dez. 1974    |
| 25. Sep. 1976            | Haluk Sayınsoy            |           | Süleyman Demirel             | Gustáv Husák             | 17. Juli 1978    |
| 30. Juli 1978            | Osman Başman              |           | Mustafa Bülent Ecevit        | Gustáv Husák             | 10. Dez. 1980    |
| 9. Dez. 1980             | Savlet K. Aktuğ           |           | Bülent Ulusu                 | Gustáv Husák             | 1. Nov. 1984     |
| 3. Nov. 1984             | Berduk Olgaçay            |           | Turgut Özal                  | Gustáv Husák             | 25. Nov. 1986    |
| 29. Nov. 1986            | Orhan Aka                 |           | Turgut Özal                  | Gustáv Husák             | 2. Jan. 1989     |
| 25. Dez. 1988            | Cenap Yılmaz Keskin       |           | Turgut Özal                  | Gustáv Husák             | 2. Okt. 1989     |
| 29. Sep. 1989            | İnal Batu                 |           | Yıldırım Akbulut             | Václav Havel             | 9. Apr. 1993     |
| 26. Apr. 1993            | Üstün Dinçmen             |           | Tansu Çiller                 | Václav Havel             | 3. Nov. 1997     |
| 1. Nov. 1997             | Temel İskit               |           | Mesut Yılmaz                 | Václav Havel             | 31. Juli 1999    |
| 1. Aug. 1999             | Hatay Savaşçı             |           | Bülent Ecevit                | Václav Havel             | 10. Jan. 2003    |
| 17. Jan. 2003            | Sabri Cenk Duatepe        |           | Recep Tayyip Erdoğan         | Václav Klaus             | 16. Jan. 2007    |
| 16. Feb. 2007            | Koray Targay              |           | Recep Tayyip Erdoğan         | Václav Klaus             | 29. Apr. 2011    |
| 30. Apr. 2011            | Cihad Erginay             |           | Recep Tayyip Erdoğan         | Václav Klaus             | 16. Juni 2014    |
| 1. Juli 2014             | Ahmet Necati Bigalı       | [ 1 ]     | Ahmet Davutoğlu              | Miloš Zeman              |                  |